# Cistercienser-Chronik
Die Cistercienser-Chronik (Eigenschreibweise Cistercienser Chronik, offizielle Abkürzung CistC, weitere in der Fachliteratur auftretende Abkürzung CistChr) ist eine historisch-theologische Fachzeitschrift für die Themen Geschichte, Kunst, Literatur und Spiritualität des Mönchtums mit Schwerpunktsetzung bei den Zisterziensern und den verwandten Orden. Die Zeitschrift wurde 1889 mit Gregor Müller gegründet und erscheint im Verlag der Zisterzienserabtei Mehrerau bei Bregenz. Herausgeber ist in der Regel der jeweilige Abt von Wettingen-Mehrerau. Als Redakteure wirkten: Gregor Rudolf Müller (1842–1934) Jg. 1889–1934, Kassian Haid (1879–1949), Jg. 1934–1938, Bruno Joseph Griesser (1889–1965), Jg. 1939–1941, 1947–1965, Kolumban Hans Spahr (1909–2000), Jg. 1965–1974, Hermann Josef Antonius Roth (* 1938), Jg. 1974–1996, 2001–2013, seit 2014 Norbert Orthen.
Von 1889 bis in die 1960er Jahre erschien die CistC mehrmals im Jahr und hatte den Charakter einer Ordenszeitung. Sie gliederte sich gewöhnlich in folgende Teile: 1. Artikel und Beiträge zu Geschichte des Ordens, Theologie, Heilige des Ordens, Monastisches; 2. Nachrichten aus den einzelnen Klöstern; 3. Todesanzeigen; 4. Literaturberichte. Der hohe dokumentarische Wert dieser Ressourcen ist heute über insgesamt drei Registerwerke (siehe unten: Literatur) zu erschließen.
Heute erscheint die Zeitschrift dreimal jährlich. Schwerpunkte sind die Spiritualität sowie die zeitgenössische Entwicklung des Ordens weltweit. Jede Ausgabe bietet neben Aufsätzen auch einen Teil mit Rezensionen neu erschienener Literatur, die sich mit dem Zisterzienserorden beschäftigt.

## Themenhefte
Je nach Bedarf und Angebot werden Hefte zu einem eigenen Thema zusammengestellt. Bisher sind nach Jahrgang, Heft-Nummer und Erscheinungsjahr folgende Titel erschienen, von denen etliche im Handel bereits vergriffen sind:
| Jahrgang | Heft-Nummer | Erscheinungsjahr | Titel |
| -------- | ----------- | ---------------- | --- |
| 78–79    | 1–4         | 1971/72          | St. Bernhards Werke deutsch                                                                               |
| 84       | 3           | 1977             | Eremitisches Mönchtum                                                                                     |
| 87       | 1           | 1980             | Geschichte und Kultur der Kartäuser                                                                       |
| 87       | 3           | 1980             | 750 Jahre Cella B.M.V. ad Clivum Calcarium – Kalchrain                                                    |
| 87       | 4           | 1980             | 1500 Jahre St. Benedikt                                                                                   |
| 92       | 1–2         | 1985             | Die Zisterzienser – Ordensleben zwischen Ideal und Wirklichkeit (als Begleitheft zu einer Ton-Bild-Reihe) |
| 94       | 1–2         | 1987             | Kirchen des Ostens (Neuauflage 1988)                                                                      |
| 109      | 2           | 2002             | Klostermedizin                                                                                            |
| 112      | 3           | 2005             | „Schule des Herrendienstes“: Die geistliche Pädagogik der Zisterzienser                                   |
| 113      | 2           | 2006             | Zisterzienserinnen                                                                                        |
| 114      | 3           | 2007             | Evangelische Zisterziensererben                                                                           |